# Третій день (телесеріал)
«Третій день» (англ. The Third Day) — британсько-американський телевізійний містичний мінісеріал з Джудом Лоу в головній ролі, прем'єра якого відбулася 14 вересня 2020 року на каналі HBO та у Великій Британії 15 вересня 2020 року на каналі Sky Atlantic.

## Сюжет
Серіал складається із трьох взаємозалежних частин. Перша, «Літо», знята режисером Марком Манденом, розповідає про Сема (Джуд Лоу), який потрапляє на таємничий острів Осі біля узбережжя Англії і стикається з групою островитян, які прагнуть за всяку ціну зберегти свої традиції.
Другу частину серіалу «Осінь» було показано у форматі 12-годинного прямого ефіру подій на острові. Онлайн-трансляція мала дозволити глядачам «Третього дня» «вжитися» в історію, що відбувається. У другій частині знялися Джуд Лоу та інші члени акторського складу серіалу. Одну із ролей зіграла співачка Флоренс Уелч.
Третя частина серіалу "Зима", знята режисером Філіппою Лоуторп, розповідає про Хелен (Наомі Харріс), яка приїжджає на острів у пошуках відповідей, але її прибуття прискорює боротьбу за вирішення долі Осі.

## У ролях
- Джуд Лоу — Сем
- Кетрін Вотерстон — Джесс
- Фрея Аллан — Кайль
- Пол Кей — «ковбой»
- Емілі Вотсон — місіс Мартін
- Наомі Гарріс — Хелен
- Патрік Консідайн — містер Мартін
- Річард Бреммер — «батько»
- Джон Дагліш — Ларрі
- Марк Льюїс Джонс — Джейсон
- Джессі Росс — Епона
- Бер'є Лундберг — професор Мімір
- Флоренс Велч — Вероніка
- Ніко Паркер — Еллі
- Шарлотта Герднер-Міхел — Талула

### Другорядні персонажі
- Стенлі Окленд — Нейтан
- Вілл Роджерс — Денні
- Амер Чадха-Патель — проповідник
- Лорен Бірн — Міа
- Том Лоренс — Томо
- Анна Калдер-Маршалл — Маргарет
- Джордж Поттс — Алан
- Гілтон Мак-Рей — Дженні

## Виробництво
Про початок роботи над проєктом стало відомо в червні 2019 року. Зйомки почалися в липні того ж року у Великій Британії. Прем'єра відбулася 14 вересня 2020 року на каналі HBO. Знімання серіалу велися у Великій Британії на реальному острові Осі та його дамбі.